# Alejandra Flechner
Alejandra Eugenia Flechner (Buenos Aires, 4 de novembro de 1961) é uma atriz argentina.

## Biografia
Alejandra nasceu em Buenos Aires, capital da Argentina em 1961. Começou a atuar no teatro em 1986 e realizou sua estreia no cinema em 1988, no filme Lo que vendrá de Gustavo Mosquera. Entre os anos de 1986 e 1994, integrou o grupo de humor feminino teatral Las gambas al ajillo, considerado um dos mais importantes da Argentina do gênero.
Com o avançar de sua carreira, colecionou prêmios importantes da cultura argentina, como o Prêmio Martín Fierro de melhor atriz protagonista em comédia por seu trabalho na série televisiva Señoras y señores. Posteriormente, também venceu os prêmios ACE e foi premiada durante a Mostra Internacional de Cinema de São Domingos, na República Dominicana.
No ano de 2022, interpretou Silvia Strassera, esposa do advogado Julio César Strassera, responsável pela promotoria no julgamento dos militares pelos crimes cometidos durante a Ditadura militar argentina no filme Argentina, 1985. O longa protagonizado por Alejandra, Ricardo Darín, Peter Lanzani e Claudio da Passano foi indicado a categoria de melhor filme internacional no Oscar 2023, representando a Argentina na premiação.

## Filmografia

### Cinema
| Ano  | Filme                      | Personagem         | Diretor                  |
| ---- | -------------------------- | ------------------ | ------------------------ |
| 1988 | Lo que vendrá              | Amiga da neta      | Gustavo Mosquera         |
| 1990 | Cien veces no debo         | Policial           | Alejandro Doria          |
| 1994 | Sin opción                 | Ana                | Néstor Lescovich         |
| 1996 | Besos en la frente         | Casilda            | Carlos Galettini         |
| 1999 | Yepeto                     | Patricia           | Eduardo Calcagno         |
| 1999 | Ojos que no ven            | Soledad            | Beda Docampo Feijóo      |
| 2001 | Chiquititas, rincón de luz | Marga Calvo        | José Luis Massa          |
| 2001 | Samy y yo                  | Esther             | Eduardo Milewicz         |
| 2003 | Adiós, querida Luna        | Silvia Rodulfo     | Fernando Spiner          |
| 2003 | Imposible                  | Mariana            | Cristian Pauls           |
| 2010 | Antes                      | Valeria            | Daniel Gimelberg         |
| 2010 | Pájaros volando            | Roxana Ochoa       | Néstor Montalbano        |
| 2016 | Inseparables               | Ivonne             | Marcos Carnevale         |
| 2017 | El otro hermano            | Eva                | Adrián Caetano           |
| 2019 | Perdiendo el control       | Carlota            | Néstor Sánchez Sotelo    |
| 2019 | El día que me muera        | Fanny              | Néstor Sánchez Sotelo    |
| 2020 | Agua dos Porcos            | Alejandra Rotheire | Roly Santos              |
| 2021 | La sangre roja             | Liliana            | Ana Barreto              |
| 2021 | El resistente              | Silvia Vallester   | Guido Penelli            |
| 2021 | El cuento del tio          | Rita Ojer          | Ignacio Antonio Guggiari |
| 2022 | Embalsamados               | Teresa             | Gonzalo Calzada          |
| 2022 | Alerta disparo             | Inés               | Ana Barreto              |
| 2022 | Argentina, 1985            | Silvia Strassera   | Santiago Mitre           |

### Televisão
| Año       | Título                                  | Personagem             | Notas                                                |
| --------- | --------------------------------------- | ---------------------- | ---------------------------------------------------- |
| 1992      | De la cabeza                            | Vários personagens     | Vários episódios                                     |
| 1992      | Desde adentro                           | Gloria                 | Personagem secundário                                |
| 1994      | Sin condena                             |                        |                                                      |
| 1995      | Cha cha cha                             | Vários personagens     | Vários episódios                                     |
| 1996      | Los angeles no lloran                   | "La Negra"             | Personagem secundário                                |
| 1997      | Señoras y señores                       | Gabriela Linares       | Protagonista                                         |
| 1998      | Casa natal                              | Verónica               | Personagem secundário                                |
| 1998      | Gasoleros                               | Vilma                  | Participação                                         |
| 1999      | Dracula                                 | Silvina                | Participação                                         |
| 2000      | Vulnerables                             | Leonor                 | Participação                                         |
| 2001      | Tiempo final                            | Esposa                 | Episódio: "Pleno centro"                             |
| 2001      | PH                                      | Marizza                | Participação                                         |
| 2001      | Cuatro amigas                           | Eva                    | Participação                                         |
| 2002      | Kachorra                                | Mónica Menccini        | Participação                                         |
| 2002      | Infieles                                | Paula                  | Episódio: "Las mujeres de mis amigos no tienen sexo" |
| 2003      | Resistiré                               | Adela Fones            | Personagem secundário                                |
| 2003      | Hospital público                        | Elsa                   | Participação                                         |
| 2003      | Malandras                               | Estela                 | Participação                                         |
| 2005      | Criminal                                | Clara Levingston       | Participação                                         |
| 2006      | Bendita vida                            | Julia                  | Protagonista                                         |
| 2006      | Mujeres asesinas 2                      | Sandra                 | Episódio: "Blanca, operaria"                         |
| 2006      | Mujeres asesinas 2                      | Claudia                | Episódio: "Sandra, confundida"                       |
| 2006      | Doble venganza                          | Nasya Garcia           | Personagem secundário                                |
| 2007      | Televisión por la identidad             | Zeladora               | Episódio: "Tatiana"                                  |
| 2007-2008 | Lalola                                  | Karina                 | Participação                                         |
| 2008      | Variaciones                             | Betty                  | Episódio: "La vida es una sola"                      |
| 2008-2009 | Los exitosos Pells                      | Dolores                | Participação                                         |
| 2009-2010 | Ciega a citas                           | Paloma                 | Participação                                         |
| 2010      | Lo que el tiempo nos dejó               | Nilda                  | Episódio: "La caza del ángel"                        |
| 2011      | Un año para recordar                    | Cristina               | Participação                                         |
| 2011      | Maltratadas                             | Edith                  | Episódio: "No se lo digas a nadie"                   |
| 2011      | Proyecto aluvión                        | Rosa                   | Episódio: "La mucama"                                |
| 2011      | Proyecto aluvión                        | María                  | Episódio: "La quema de iglesias"                     |
| 2011      | Proyecto aluvión                        | López                  | Episódio: "El pulqui"                                |
| 2011      | Televisión por la inclusión             | Madre de Tatiana       | Episódio: "La violinista" Parte 1 y 2                |
| 2012      | Amores de historia                      | Sofía Murdren          | Episódio: "Mario y Sofía"                            |
| 2012      | El pueblo del pomelo rosado             | Violeta Rosso          | Personagem secundário                                |
| 2012-2013 | En terapia                              | Sabrina Montes         | Personaje Secundario, Tem 1 - 2                      |
| 2013      | Historias de corazón                    | Julia                  | Episódio: "Para olvidar a Manuel"                    |
| 2013      | Santos y Pecadores                      | Elvira                 | Episódio: "Corralito"                                |
| 2014      | Doce casas, Historia de mujeres devotas | Mirtha                 | Semana 7: "Historia de Andrea"                       |
| 2014-2015 | Viudas e hijos del rock and roll        | María Esther           | Participação                                         |
| 2019      | El Tigre Verón                          | Fatima Ferrari         | Protagonista                                         |
| 2022      | Diciembre 2001                          | Hilda "Chiche" Duhalde | Protagonista                                         |
| 2022      | El fin del amor                         | Maidelian Ardenuicht   | Personagem secundário                                |

## Prêmios e indicações
| Ano  | Prêmio                                         | Categoria                            | Resultado | Ref.  |
| ---- | ---------------------------------------------- | ------------------------------------ | --------- | ----- |
| 1992 | Prêmio ACE                                     | Atriz revelação                      | Indicada  | [ 8 ] |
| 1996 | Prêmio ACE                                     | Melhor atriz protagonista de comédia | Indicada  | [ 9 ] |
| 1996 | Prêmio Trindad Guevara                         | Melhor atriz                         | Indicada  | [ 9 ] |
| 1997 | Prêmio Martín Fierro                           | Melhor atriz protagonista de comédia | Vencedora | [ 9 ] |
| 1999 | Prêmio Cóndor de Plata                         | Melhor atriz coadjuvante             | Indicada  | [ 9 ] |
| 2000 | Prêmio Estrella de Mar                         | Melhor atriz                         | Vencedora | [ 9 ] |
| 2000 | Mostra Internacional de Cinema de São Domingos | Melhor atriz coadjuvante             | Vencedora | [ 9 ] |
| 2000 | Prêmio ACE                                     | Melhor atriz protagonista de comédia | Indicada  | [ 9 ] |
| 2006 | Prêmio Estrella de Mar                         | Melhor atriz                         | Indicada  | [ 9 ] |